# NGC 4209
NGC 4209 este o galaxie situată în constelația Părul Berenicei. A fost descoperită în  de către .